# Апно
Апно (словен. Apno) — поселення в общині Церклє-на-Горенськем, Горенський регіон, Словенія. Висота над рівнем моря: 655,1 м.